# Paula Mae Weekes

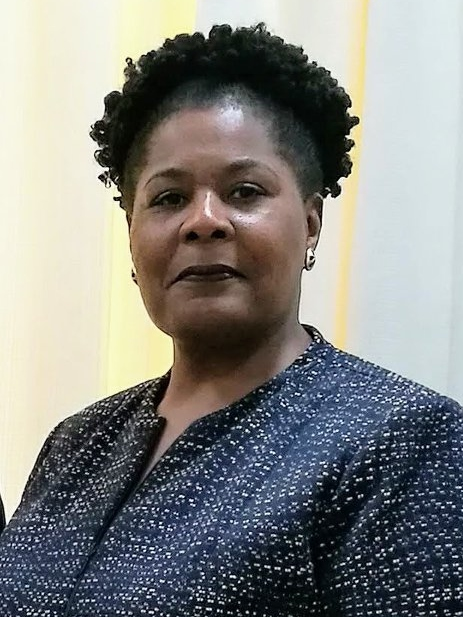
Paula Mae Weekes (2019)

Paula Mae Weekes (* 23. Dezember 1958 in Port of Spain) ist eine trinidadische Juristin und Politikerin. Von 2018 bis 2023 war sie Präsidentin ihres Heimatlandes. Sie war die erste Frau in dieser Funktion.

## Leben
Zur Schule ging Weekes in der Bishop Anstey High School in Port of Spain. An der Schule schloss sich 1977 ein Jurastudium an; sie machte 1980 ihren Bachelor of Laws an der University of the West Indies (UWI) in Cave Hill (Barbados) und 1982 ihr Legal Education Certificate an der Hugh Wooding Law School in St. Augustine. Ebenfalls 1982 erhielt sie die Gerichtszulassung. Die folgenden elf Jahre arbeitete sie im Büro des Director of Public Prosecutions, des trinidadischen Äquivalents des deutschen GBA. Von 1993 bis 1996 arbeitete sie als Rechtsanwältin. 1996 wurde sie Richterin in Strafrechtsangelegenheiten am High Court Trinidads. Von 2005 bis 2016 war sie Richterin am Appellationsgericht. 2012 war sie dabei für einige Tage vertretungsweise Vorsitzende des Gerichts. Von 2010 bis 2016 hatte sie einen Lehrauftrag für Ethik an der Hugh Wooding Law School inne. 2016 wurde sie pensioniert. Ab September 2016 war sie auf Einladung der Regierung der Turks- und Caicosinseln als Richterin am dortigen Appellationsgericht tätig; sie war die erste Frau in dieser Position.
Am 5. Januar 2018 wurde sie von der regierenden PNM als Kandidatin für die Nachfolge von Anthony Carmona benannt. Die Oppositionspartei UNC erklärte den Verzicht auf einen eigenen Kandidaten, so dass die offizielle Nominierung am 8. Januar erfolgte. Die Wahl war für den 19. Januar 2018 terminiert worden. In Ermangelung eines Gegenkandidaten wurde Weeks am 19. Februar nicht gewählt, sondern einfach ernannt. Ihre Amtszeit begann am 19. März 2018. Im selben Jahr wurde ihr der höchste Orden ihres Heimatlandes, der Order of the Republic of Trinidad and Tobago, verliehen.
Für eine weitere Amtszeit, die rechtlich möglich gewesen wäre, stellte sich Weekes nicht zur Verfügung. Ihre Nachfolgerin Christine Kangaloo wurde im Januar 2023 gewählt. Der Amtsübergang fand am 20. März desselben Jahres statt.
Weekes lebt in Diego Martin. Sie ist alleinstehend und kinderlos. Privat engagiert sie sich für die anglikanische Kirche und läuft Marathon. Von 1997 bis 2018 war sie Chancellor, eine Art Rechtsvertreter, der Diözese Trinidad und Tobago der anglikanischen Kirche. Sie hatte einen Bruder, der 2000 an AIDS starb.